# Félix Hullin de Boischevalier
Anne Louis Félix Hullin de Boischevalier est un peintre français né à Paris le 5 août 1808 et mort dans la même ville le 26 juillet 1869.

## Biographie
Descendant à la septième génération du peintre français de natures mortes Jacques Linard (1597-1645), Félix Hullin de Boischevalier fut peintre d’histoire.
Fils de Jacques-Louis Hullin de Boischevalier, vérificateur de l’enregistrement, et d’Anne-Charlotte-Sophie Nau du Pont, Félix Hullin de Boischevalier entra le 2 octobre 1837 à l'École des Beaux-Arts où il fut élève de Paul Delaroche. Il exposa au Salon de 1837 à 1853 sous le patronyme de Boischevalier. Ses sujets sont tirés de l’histoire sainte, mais il ne néglige pas les sujets édifiants ou les portraits.
Le Musée national du château de Versailles conserve de lui un portrait du cardinal Arnaud d'Ossat (1536 - 1604), ambassadeur à Rome et à Venise. Cette huile sur toile, (h. 64 l. 52) fut commandée en 1841 à l’artiste pour Versailles, il s'agit d'une copie d’une œuvre de l’École française du XVIe siècle conservée elle aussi au château de Versailles. Dans le même département, l’église paroissiale Saint-Martin de Jouy-en-Josas abrite un Christ soulageant les malheureux.
Félix Hullin de Boischevalier épousa Camille Chenou (1819 – 1886), les époux eurent cinq enfants dont quatre devinrent adultes : Anne-Stéphen, Abel, Anne-Louise, Roger et Louis-Félix.
Les adresses parisiennes connues de Félix Hullin de Boischevalier : lors du Salon de 1837 l’artiste est domicilié 38, rue de Vaugirard ; de 1840 à 1844, il réside 16, rue de l’Ouest ; en 1845 il habite 48, allée des Veuves ; de 1848 à 1853, il demeure 25 rue Taranne, et enfin, 2, Impasse d'Assas où il meurt le 26 juillet 1869.

## Toiles présentées au Salon
Liste des envois au Salon de Félix Hullin de Boischevalier :
- 1837 no 147 - Joseph expliquant les songes dans sa prison Genèse, chapitre XL, no 148 – Portrait de femme en pied ; pastel, no 149 – Portrait de femme, idem.
- 1840 no 116 La tradition. Un patriarche raconte l’histoire des premiers âges du monde.
- 1841 no 180* L’Assomption.
- 1842 no 187 La Sainte-Famille.
- 1843 no 109 L’Inspiration.
- 1844 no 163 La Tentation de Jésus-Christ Évangile selon saint Mathieu chapitre IV § II.
- 1844 no 348 Portrait de M. B…, président au tribunal de première instance de la Seine.
- 1848 no 445 L’Enfant charitable "Quand son père l'envoyait au moulin pour y faire moudre le grain, et qu'il rencontrait des pauvres sur sa route, il leur donnait quelques poignées de grain" Vie de saint Vincent-de-Paul.
- 1849 no 196 Le Chapelet de Gluck (Extraits de la Vie de Gluck par A. Elwart.
- 1851 no 276 Un Coup de dés.
- 1853 no 129  * Donnez et il vous sera donné.

Selon les livrets, l’astérisque indique que « l’œuvre appartient à l’auteur », c’est-à-dire quelle est à vendre.

## Sources
- Émile Bellier de La Chavignerie et Louis Auvray, Dictionnaire général des artistes de l'école française depuis l'origine des arts du dessin jusqu'à nos jours, Paris, Librairie Renouard, tome 1, 1882